# 大野原八幡神社
大野原八幡神社（おおのはらはちまんじんじゃ）は、香川県観音寺市大野原町にある神社。毎年10月には、大野原八幡神社秋季例大祭が開催され14台のちょうさとよばれる太鼓台が奉納される。

## 概要
大野原小学校の北西隣に位置し、大野原古墳群の一つである椀貸塚（わんかしづか）古墳の南側に食い込むように本殿が建てられている。大野原八幡宮ともいわれ正八幡宮である。
京都出身の平田与一左衛門正重が、讃岐丸亀藩初代藩主山崎家治の許可を得て、寛永20年（1643年）開墾事業を始めたが、ある夜一宮一刹を建立せよとの夢の神託を受け正保2年（1645年）当社と別当寺である慈雲寺を建立した。
当初は応神宮と称されたという。その後、元禄6年（1693年）3代平田源助正清が、京都男山八幡宮から八幡大菩薩を勧請し、正八幡宮として本殿・幣殿・拝殿を建立した。
宝永4年（1707年）秋の大祭から神幸祭が行われ、神輿3台、だんじり4台、獅子、鉄砲5挺、長刀、慈雲寺別当寺200名あまりの大行列の神事が行われ、現在に続く。

## 祭神
- 足仲日子命、誉田別命、息長帯姫命[3]
- 配神：平田正重命、平田正澄命

## 境内
- 一の鳥居：扁額は「大野原八幡宮」
- 広場：町内の太鼓台が秋祭りの時に集結
- 生（いき）土俵：江戸期勧進相撲で活躍した郷土出身の大砂豊五郎が凱旋帰郷した折、周りの土を取除いて造った土俵と錦の水引幕を当社に奉納した。平成26年3月屋根と四本柱を建設[4]。
- 随神門
- 拝殿・本殿：弘化4年（1848年）再建されたもの。本殿と幣殿の間の下通路は正月期間のみ通り抜けできる。茅葺屋根は県下では4棟のみ。

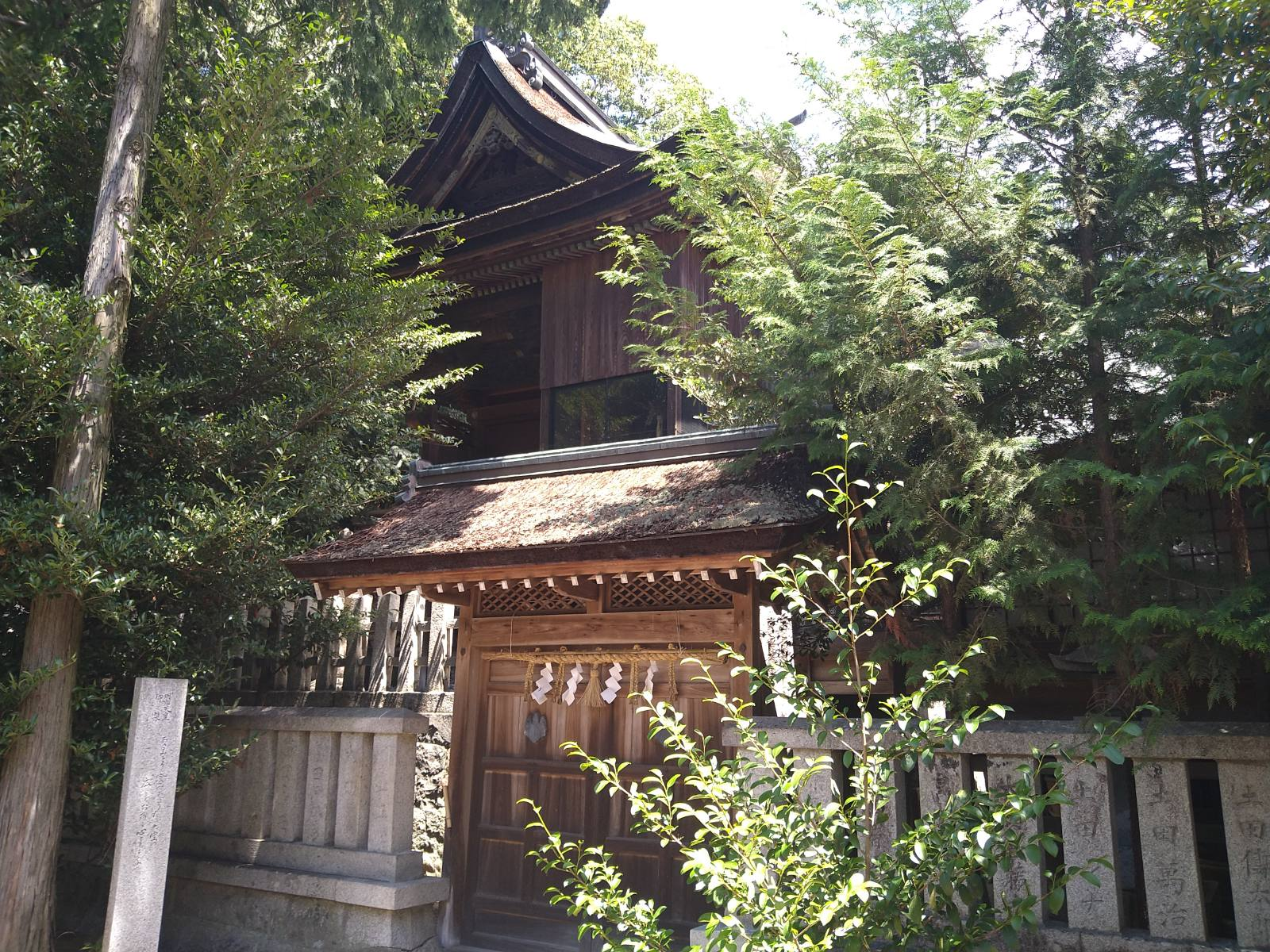
本殿
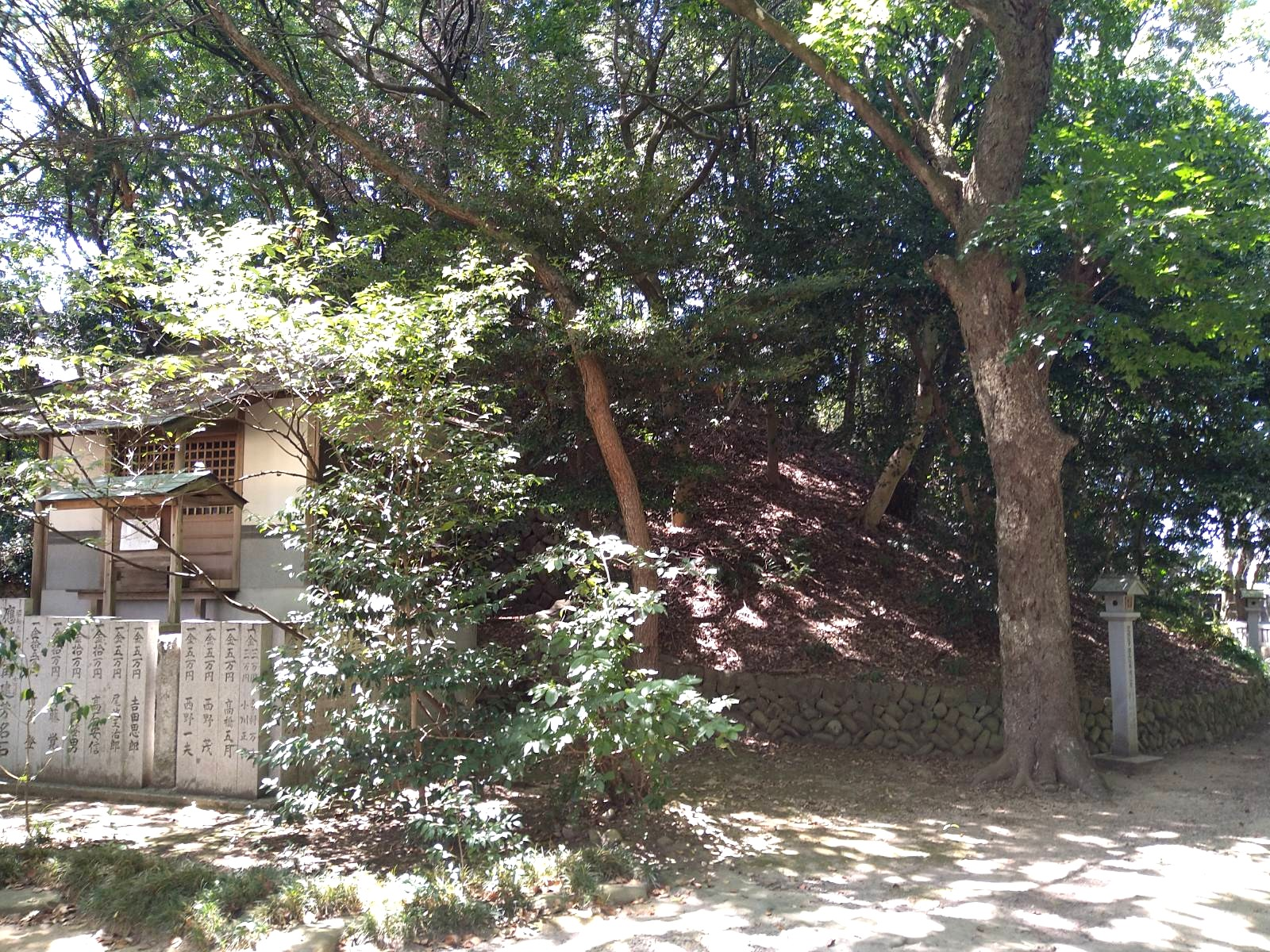
椀貸塚古墳

境内社
- 護国神社大野原宮：大正15年に創建され、その後に鳥居などが追加され、現在の祠は平成5年に改築されたもの。
- 大野原天満宮：平成15年10月本殿新築および周辺整備
- 応神社：中姫村の産土神を祀る。中姫八幡神社の管理。境内地49坪8合5勺。讃岐延喜式内二十四社の一つ・於神社に比定されている論社の一つでもある。
- 旧八幡宮：明治初年の神仏分離により本社は八幡大神に変更されたため、江戸時代の祭神である正八幡大菩薩を明治14年（1881年）に社を建立し祀る。平成16年（2004年）に現在の祠に改修した。
- 元別当寺・慈雲寺
- 比売大神社：本社拝殿の右にある巨木の元に石の祠に祀られている。
- 八重垣神社：素盞鳴尊・稲田姫命を祀る祠。
- 大元霊（天津渦々志八津奈芸天祖大神）：直立した石の柱。
- 穣田の磐座：巨石。壊された古墳に眠る魂を祀る。
- 祓戸大神社
- 長末社（松木神社・猿田彦神・荒魂神社・五十鈴神社・金刀比羅宮・八坂神社・天照皇太神宮）

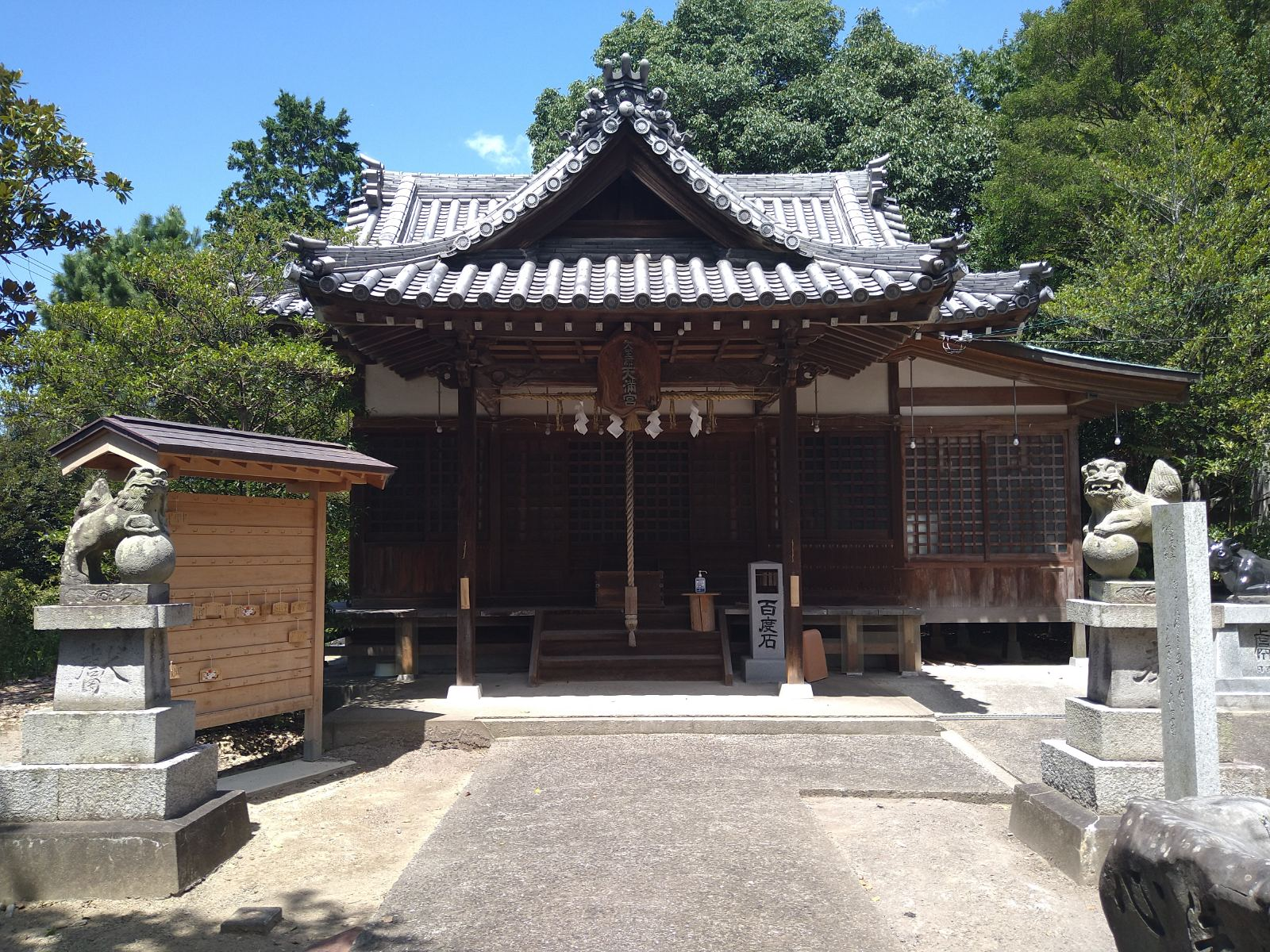
大野原天満宮拝殿
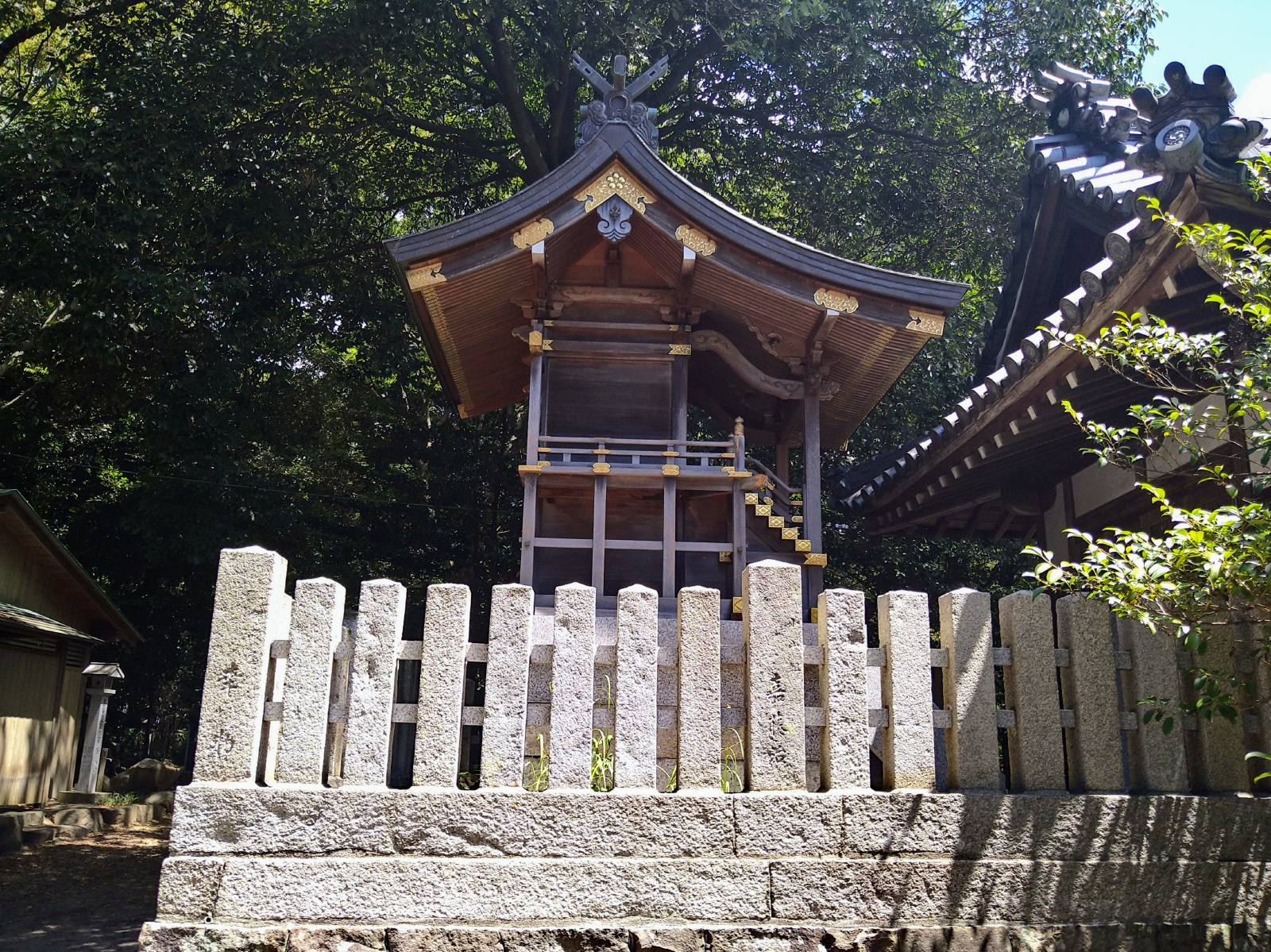
大野原天満宮本殿
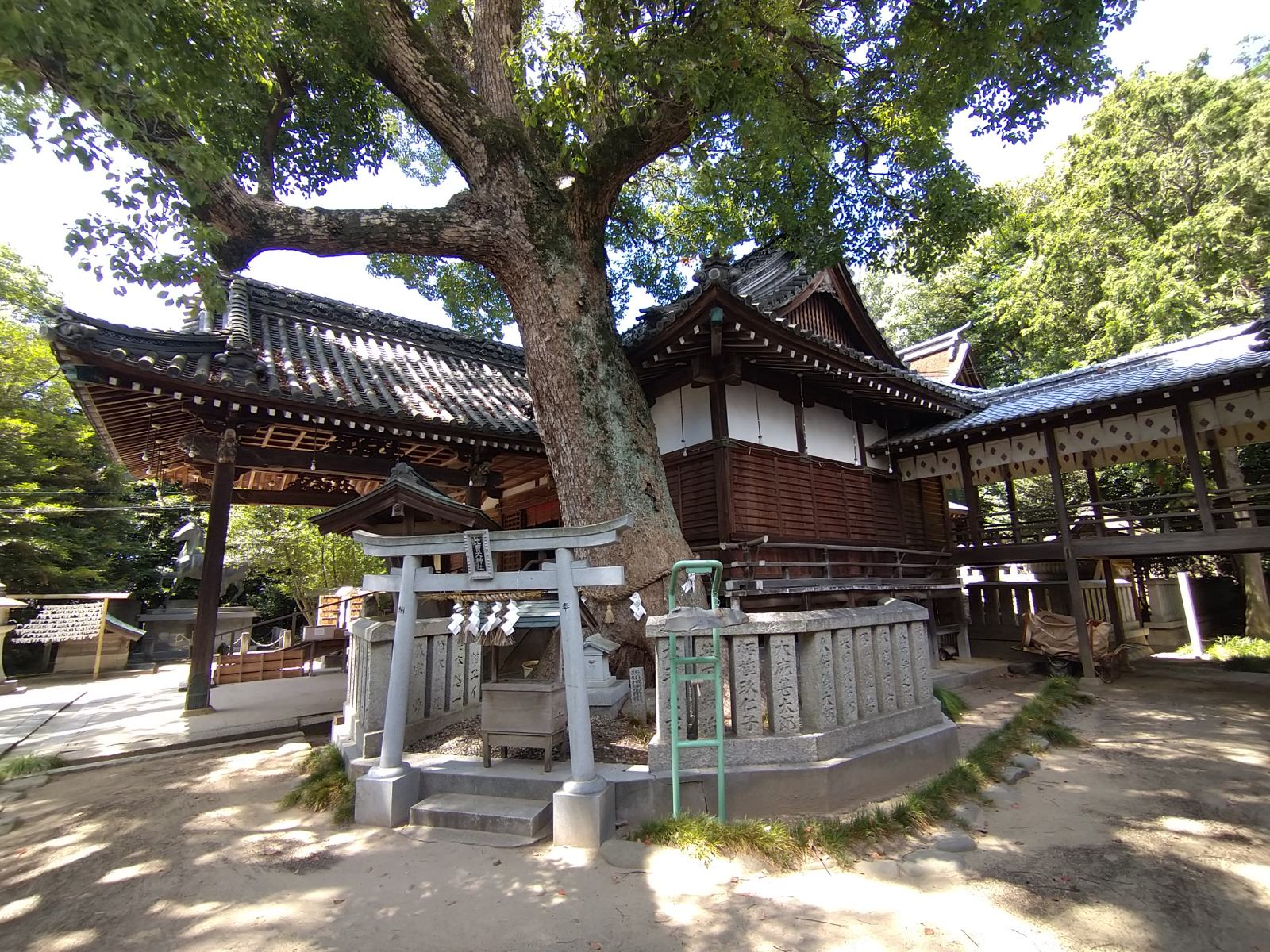
比売大神社

## 文化財
国史跡
- 椀貸塚古墳：円墳、直径37.2m、高さ9m、6世紀後半造営。平成27年10月7日指定
- 岩倉塚古墳：円墳、直径36.4～38.2m、6世紀後半上記古墳直後造営。令和2年3月10日指定

大野原町指定有形文化財
- 大野原八幡神社本殿（附）棟札：平成4年2月1日指定
- 随身門：三間一戸八脚門、江戸中期建造。昭和58年6月28日指定

香川県の保存木
- 大野原八幡神社のクヌギ：平成20年3月21日指定

## 祭事
- 大野原八幡神社秋季例大祭 - 毎年10月に行われるちょうさとよばれる太鼓台の祭。

## アクセス
- 高松自動車道大野原ICから車で約4分（1.4km）[5]
- JR豊浜駅からタクシーで約5分（2.4km）